# Thecla melzeri
Thecla melzeri är en fjärilsart som beskrevs av Robert Spitz 1931. Thecla melzeri ingår i släktet Thecla och familjen juvelvingar. Inga underarter finns listade i Catalogue of Life.